# کفش‌گیری
کفش‌گیری، روستایی است از توابع بخش مرکزی شهرستان گرگان در استان گلستان ایران.

## جمعیت
این روستا در دهستان روشن آباد قرار داشته و براساس سرشماری سال ۱۳۸۵جمعیت آن ۱٬۷۶۷ نفر (۴۹۳ خانوار) بوده است.